# Campeonato Sul-Americano de Atletismo Juvenil de 1975
O Campeonato Sul-Americano de Atletismo Juvenil de 1975 foi a 2ª edição da competição de atletismo organizada pela CONSUDATLE, para atletas com até 17 anos, classificados como juvenil. O evento foi realizado na cidade de Quito, no Equador, entre 8 e 11 de novembro de 1975. Contou com a presença de aproximadamente 212 pessoas de sete nacionalidades distribuídos em 31 provas.

## Medalhistas
Esses foram os resultados do campeonato. Resultados completos podem ser encontrados no site "World Junior Athletics History". 

### Masculino
| Evento                      | Ouro                                                                             | Ouro    | Prata                                                                           | Prata   | Bronze                                                                                 | Bronze  |
| --------------------------- | -------------------------------------------------------------------------------- | ------- | ------------------------------------------------------------------------------- | ------- | -------------------------------------------------------------------------------------- | ------- |
| 100 metros                  | Pedro da Silveira (BRA)                                                          | 10.6A   | Rolando Satler (ARG)                                                            | 10.8A   | Romache Fisher (BRA)                                                                   | 10.8A   |
| 200 metros                  | Cristián Schwitzer (CHI)                                                         | 22.4A   | Pedro da Silveira (BRA)                                                         | 22.4A   | Eduardo Oscar de Brito (ARG)                                                           | 22.7A   |
| 400 metros                  | Antônio Dias Ferreira (BRA)                                                      | 50.3A   | José de Oliveira (BRA)                                                          | 50.5A   | Julio Salguero (ECU)                                                                   | 50.9A   |
| 800 metros                  | Manuel Alamuza (COL)                                                             | 2:01.5A | Rubén Cid (ARG)                                                                 | 2:01.7A | José Molina (COL)                                                                      | 2:05.4A |
| 1 500 metros                | Carlos Aranda (COL)                                                              | 4:12.3A | Benito Baranda (CHI)                                                            | 4:15.4A | Jorge Cardona (COL)                                                                    | 4:16.9A |
| 110 metros barreiras        | José Luis Lozano (PER)                                                           | 14.7A   | Luis Maletto (ARG)                                                              | 14.8A   | Luís Albieri (BRA)                                                                     | 14.8A   |
| 300 metros barreiras        | Homero Gomes (BRA)                                                               | 39.7A   | José Luis Lozano (PER)                                                          | 39.9A   | Alfredo Edwards (CHI)                                                                  | 40.2A   |
| 1.500 metros com obstáculos | Héctor Páramo (COL)                                                              | 4:39.6A | Jorge Cardona (COL)                                                             | 4:42.9A | Benito Baranda (CHI)                                                                   | 4:46.5A |
| 4×100 metros estafetas      | Peru · Luis Chirinos · José Lozano · Jesús Ratto · José Luis Valverde            | 42.6A   | Brasil · Antônio Lima · Antônio dos Santos · Romache Fisher · Pedro da Silveira | 42.8A   | Chile · Juan De La Motte · Alfredo Edwards Rossi · Jaime Viveros · Cristián Schweitzer | 43.1A   |
| 4×400 metros estafetas      | Brasil · Rafael Corrêa · José de Oliveira · Antônio Lima · Antônio Dias Ferreira | 3:27.3A | Colômbia · E. Mendoza · R. Riascos · Victor Pérez · Jaime Gómez                 | 3:28.1A | Equador · Gino Rommo · Harry Pérez · Héctor Jativa · Julio Salguero                    | 3:31.2A |
| Salto em altura             | Oscar Rocha (COL)                                                                | 1.90A   | Rodrigo de la Fuente (CHI)                                                      | 1.90A   | Carli Guerra (CHI)                                                                     | 1.90A   |
| Salto com vara              | Daniel Mazzucco (ARG)                                                            | 3.80A   | Osvaldo Armentano (BRA)                                                         | 3.70A   | Sebastián Hevia (CHI)                                                                  | 3.60A   |
| Salto em comprimento        | Roberto Bobadilla (ECU)                                                          | 6.70A   | Nicolás Pautt (COL)                                                             | 6.32A   | Claudio Lippi (ARG)                                                                    | 6.27A   |
| Salto triplo                | Germán Romañach (ARG)                                                            | 14.51A  | Nicolás Pautt (COL)                                                             | 14.18A  | João Luiz da Fonseca (BRA)                                                             | 13.28A  |
| Arremesso de peso           | Carlos Pollo (ARG)                                                               | 16.66A  | Hugo Del Sueldo (ARG)                                                           | 15.78A  | Moacyr Amaral (BRA)                                                                    | 14.82A  |
| Lançamento de disco         | Roberto Martínez (ARG)                                                           | 47.52A  | Antônio Cunha (BRA)                                                             | 46.36A  | Carlos Rossi (ARG)                                                                     | 43.60A  |
| Lançamento do martelo       | Alberto Núñez (ARG)                                                              | 54.92A  | Ricardo dos Santos (BRA)                                                        | 54.80A  | Gilberto Silva (BRA)                                                                   | 53.60A  |
| Lançamento do dardo         | Gerardo Martina (ARG)                                                            | 54.42A  | João Soares (BRA)                                                               | 52.10A  | Roberto Tegmeier (CHI)                                                                 | 50.12A  |
| Hexatlo                     | Daniel Angheleri (ARG)                                                           | 3494A   | Carlos Cavallero (ARG)                                                          | 3423A   | Pablo Vicuña (CHI)                                                                     | 3308A   |

### Feminino
| Evento                 | Ouro                                                                                      | Ouro    | Prata                                                                              | Prata   | Bronze                                                                            | Bronze  |
| ---------------------- | ----------------------------------------------------------------------------------------- | ------- | ---------------------------------------------------------------------------------- | ------- | --------------------------------------------------------------------------------- | ------- |
| 100 metros             | Esmeralda Garcia (BRA)                                                                    | 11.7A   | Susana Perizzotti (ARG)                                                            | 11.9A   | Paz Ábalos (CHI)                                                                  | 12.1A   |
| 200 metros             | Susana Perizzotti (ARG)                                                                   | 24.1A   | Maria Amorim (BRA)                                                                 | 24.5A   | Esmeralda Garcia (BRA)                                                            | 24.5A   |
| 600 metros             | Mara Führmann (BRA)                                                                       | 1:41.3A | Ena Guevara (PER)                                                                  | 1:41.4A | Sonia Nerpiti (ARG)                                                               | 1:42.7A |
| 80 metros barreiras    | Carolina Cox (CHI)                                                                        | 12.1A   | Susana Planas (ARG)                                                                | 12.3A   | Emérita Arboleda (COL)                                                            | 12.6A   |
| 4×100 metros estafetas | Argentina · Maria Elvira Fernández · Adriana Freiberg · Adriana Calvo · Susana Perizzotti | 47.9A   | Brasil · Barbara do Nascimento · Rosemary Heller · Esmeralda Garcia · Maria Amorim | 48.1A   | Chile · Paz Ábalos · Bernardita Ábalos · ? · Carolina Cox                         | 48.4A   |
| 4×400 metros estafetas | Chile · Paz Ábalos · Bernardita Ábalos · C. Palacios · Georgina Quiroz                    | 4:00.5A | Brasil · Maria Ferreira · Marlene Schubert · Mara Führmann · Ionide Cruz           | 4:01.2A | Argentina · Maria Elvira Fernández · Sonia Nerpiti · Elba Labatte · Rosana Pereña | 4:03.7A |
| Salto em altura        | Julia Araya (CHI)                                                                         | 1.62A   | Mónica Boeck (PER)                                                                 | 1.62A   | Laura Inés Ragas (ARG)                                                            | 1.62A   |
| Salto em comprimento   | Miriam Rojas (COL)                                                                        | 5.56A   | Roxana Pereña (ARG)                                                                | 5.45A   | Graciela Rampello (ARG)                                                           | 5.42A   |
| Arremesso de peso      | Elida Mabeline (BRA)                                                                      | 11.77A  | Patricia Guerrero (PER)                                                            | 11.64A  | Denise Zen (BRA)                                                                  | 11.02A  |
| Lançamento de disco    | Elida Mabeline (BRA)                                                                      | 36.16A  | Maira Parks (PER)                                                                  | 35.82A  | Janeth Tenorio (COL)                                                              | 35.80A  |
| Lançamento do dardo    | Maria Cavalheiro (BRA)                                                                    | 37.12A  | Olga Verissimo (BRA)                                                               | 36.76A  | Patricia Guerrero (PER)                                                           | 35.26A  |
| Pentatlo               | Rosemarie Boeck (PER)                                                                     | 3642A   | Norma Rogatky (ARG)                                                                | 3443A   | Laura Keitel (CHI)                                                                | 3149A   |

## Quadro de medalhas (não oficial)
| Ordem | País      | Medalha de ouro | Medalha de prata | Medalha de bronze | Total |
| ----- | --------- | --------------- | ---------------- | ----------------- | ----- |
| 1     | Brasil    | 9               | 11               | 7                 | 27    |
| 2     | Argentina | 9               | 9                | 7                 | 25    |
| 3     | Colômbia  | 5               | 4                | 4                 | 13    |
| 4     | Chile     | 4               | 2                | 10                | 16    |
| 5     | Peru      | 3               | 5                | 1                 | 9     |
| 6     | Equador   | 1               | 0                | 2                 | 3     |

## Participantes (não oficial)
Uma contagem não oficial produziu o número de 212 atletas de 7 nacionalidades. Lista detalhada dos resultados podem ser encontradas no site "World Junior Athletics History" 
| - Argentina (39) - Bolívia (7) - Brasil (41) | - Chile (33) - Colômbia (35) | - Equador (28) - Peru (29) |